# 李憬
李憬（？—839年9月13日），唐朝皇子，是唐宪宗李纯之子，生母不详。
长庆元年（821年），李憬被兄长唐穆宗封为鄜王，开成四年（839年）八月初二，李忻去世。李忻长子李溥，平阳郡王。

## 延伸阅读
[在维基数据编辑]
 《舊唐書/卷175》，出自刘昫《舊唐書》